# East Lake Shore Drive District

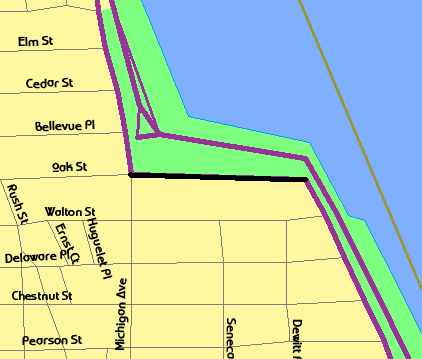
La rue de East Lake Shore Drive District en noir

East Lake Shore Drive District est une rue et un quartier historique situé à Streeterville, dans le secteur communautaire de Near North Side à Chicago (Illinois, États-Unis).

## Landmark
Cette zone a été désignée district historique par la Commission on Chicago Landmarks de la ville de Chicago, devenant ainsi un Chicago Landmark le 18 avril 1985. Le district est délimité par la 140 E. Walton, la 179-229 E. Lake Shore Drive, et par la 999 N. Lake Shore Drive. Il inclut dans ses limites le Drake Hotel et sept immeubles d'habitations de luxe conçus par Marshall and Fox et Fugard & Knappet.